# (31610) 1999 GC6
1999 GC6 (asteroide 31610) é um asteroide da cintura principal. Possui uma excentricidade de 0.08203500 e uma inclinação de 15.95245º.
Este asteroide foi descoberto no dia 14 de abril de 1999 por Yoshisada Shimizu e Takeshi Urata em Nachi-Katsuura.